# Miroslav Tuđman
Miroslav Tuđman (Belgrado, 25 de mayo de 1946 - Zagreb, 31 de enero de 2021) fue un científico y político croata, hijo mayor del primer presidente de Croacia, Franjo Tuđman, y su esposa Ankica.

## Biografía
Tuđman nació en Belgrado, donde completó la escuela primaria, antes de mudarse con su familia a Zagreb en 1961. Nació en el primer aniversario de sus padres. Fue nombrado Miroslav en honor al famoso escritor Miroslav Krleža, a quien su padre adoraba en ese período. Se graduó en el gymnasium y luego en la Facultad de Filosofía de la Universidad de Zagreb en 1970. Ingresó a la facultad y se doctoró en ciencias de la información en la misma universidad en 1985. En 1989 fundó el Instituto de Estudios de la Información en la Facultad.
Participó en la Guerra de Independencia de Croacia en 1991 y en 1992 se convirtió en el director del Centro de Investigación Estratégica. Más tarde fue subdirector de la Oficina de Seguridad Nacional y luego fundador y líder de la primera Agencia de Inteligencia (en croata: Hrvatska izvještajna služba) entre 1993 y 1998, y luego de 1999 a 2000. En 1995, el presidente Tuđman lo condecoró con la Orden del Duque Domagoj, por mérito en tiempos de guerra como miembro de la administración política del Ministerio de Defensa. En 1998 se convirtió en profesor titular de la Facultad de Filosofía de la Universidad de Zagreb.
Su primera incursión en la política fue como miembro cofundador de los socialdemócratas izquierdistas de Croacia (SDSH) junto con su amigo Antun Vujić en 1990, pero pronto se pasó al partido de su padre: la conservadora Unión Democrática Croata (HDZ). Sin embargo, estuvo en gran parte inactivo políticamente durante la década de 1990. Tras la muerte de su padre y la primera derrota electoral de HDZ en el 2000, se postuló para la Asamblea de Zagreb como candidato independiente, ganando el 7,6% de los votos.
Ese mismo año, él y Nenad Ivanković fundaron un partido marginal de derecha, el verdadero renacimiento croata (HIP), que luego cooperó con el Bloque croata (HB) liderado por Ivić Pašalić, otra rama del HDZ, pero no ganó terreno en las elecciones parlamentarias de 2003. En 2009 fue candidato nominalmente independiente en las elecciones presidenciales, terminando séptimo en la primera vuelta con el 4,09% de los votos.
Más tarde se reincorporó a HDZ y en 2011 ganó un escaño en las elecciones parlamentarias en una boleta de HDZ en la séptima asamblea. Mantuvo su escaño en las siguientes tres elecciones en 2015 (8ª asamblea), 2016 (9ª asamblea) y 2020 (10.ª asamblea).
Falleció el 31 de enero de 2021 el Hospital de Enfermedades Infecciosas de Zagreb por donde había sido hospitalizado días antes debido a COVID-19 complicaciones durante pandemia en Croacia.